# Microregione di Canindé
Canindé è una microregione dello Stato del Ceará in Brasile, appartenente alla mesoregione di Norte Cearense.
La popolazione è di 124.695 persone (a partire dal 2010). Area - 5 331.013 km². La densità di popolazione è di 23,39 persone / km².

## Comuni
Comprende 4 municipi:
- Canindé
- Caridade
- Itatira
- Paramoti